# Авангард (Мерефа)
У Вікіпедії є статті про інші спортивні клуби з назвою Авангард
«Авангард» — український аматорський футбольний клуб з міста Мерефи Харківської області. 
Клуб має історично-організаційну спадкоємність з часів входження тоді ще Харківської губернії до складу Російської імперії. «Авангард» було засновано працівниками склозаводу у 1909 році, що робить його одним із найстаріших з нині існуючих футбольних клубів України, та виступає на однойменному стадіоні, збудованому ще у 1911 році, котрий теж є найстарішим з тих, що збереглися по Східній Україні. 
Клуб брав участь у сезоні 1996/97 Другої ліги України, а також Кубка України у сезоні 1994/95 та 1996/97 років.

## Попередні назви
- 1909—1911: Футбольний гурток Шандіцева
- 1911—1923: «Команда Левенгофського скляного заводу»
- 1923—1941: МСЗ (Мереф'янський склозавод)
- 1945—1949: «Іскра»
- 1949—1956: «Будівельник» та «Червоне знамя»
- 1957—1996: «Авангард»
- 1997: «Авангард-Металіст» (як фарм-клуб «Металіста»)
- 1997—2005: «Металіст-2» (як фарм-клуб «Металіста»)
- 1997— н.ч. : «Авангард» Мерефа (відроджений, як самостійний клуб)

## Історія
Перший футбольний гурток при Мере'фянському склозаводі зорганізувався ще у 1909 році за ініціативою головного склодува Шандінцева. Стадіон збудували бельгійські господарі заводу у 1911 році. Перший матч у Мерефі за правилами ФІФА відбувся у травні 1912 року. 
У 1923 році разом з відновленням мерф'янського склозаводу та реконструкцією стадіону відбулося відновлення футбольного клубу. Причому спортивну основу команди склали батько і сини Шандіцеви, які заснували футбольний гурток ще до придбання скляного заводу «Левенсгофським бельгійським товариством» у 1911 році. Мереф'янський «Авангард» є, як мінімум, одним із найстаріших існуючих футбольних клубів Харківської області, маючи спортивну та організаційну спадкоємність з докомуністичних часів.
Футбольне поле за якістю було одним з найкращих в області. У 1957—1964 роках в Мерефі проводили передматчеві тренування команди майстрів, які приїжджали до Харкова, зокрема: «динамівці» Києва, Москви, Тбілісі, «Торпедо», «Зеніт», «Спартак», ЦСКА та інші. На стадіоні проводились матчі дублюючих складів, зокрема перенесені до Харкова весняні матчі московських команд 1952 року. 21 квітня того ж року у Мерефі грав найкращий воротар світу XX століття Лев Яшин у матчі між дублерами московських «Динамо» і «Торпедо».
Що стосується самої команди, то з відновленням заводу у 1923 році, було відновлено і футбольний клуб мереф'янського склозаводу.
У 1923—1941 роках виступала в чемпіонаті району, кілька разів ставши чемпіоном і стабільно входячи до трійки призерів. Кілька разів захищала честь району у чемпіонаті Харківської області. Також виступала на районних і обласних спартакіадах.
Мереф'янський скляний завод у період з 1946 по 1954 роки відносився до Міністерства будівництва УРСР, тому команда входила в ДСТ «Будівельник» і мала відповідну назву. У 1953 — 1957 роках входила до ДСТ «Червоне знамя», а у 1957 році два вищезазначених ДСТ були об'єднані у новостворене загальносоюзне ДСТ «Авангард» і команда, відповідно до цього, знову змінила свою назву.
У 1950 і 1951 роках мереф'янці завоювали перші обласні досягнення — треті місця в обласному чемпіонаті. У 1953 році команда посіла третє місце на всесоюзному профспілковому турнірі у Нікополі, програвши тільки збірній профспілок Москви. Бронзовий тріумф у чемпіонаті області був повторений у 1961 році, причому до передостаннього туру зберігалася можливість виграти чемпіонат.
У період з 1947 по 1996 роки «Авангард» вдало виступав у чемпіонаті області, у 1993—1996 роках чотири рази поспіль вигравши його. «Авангард» виступав у загальнонаціональній аматорській лізі. У 1995 році команда завоювала срібні медалі аматорського чемпіонату України, а у 1996 році — бронзові.
З 1993 по 1996 роки через мереф'янський «Авангард» пройшло ігрову практику 15 футболістів «Металіста», серед них —  воротар Олександр Горяїнов. Ще двоє вихованців «Авангарду» виступали у Другій лізі за куп'янський «Оскіл». У 1996 році «Авангард» був заявлений у Другу лігу чемпіонату України. Після першого кола у зв'язку з банкрутством заводу клуб переїхав до Харкова та змінив назву на «Авангард-Металіст», ставши фарм-клубом «Металісту». З наступного сезону «Авангард» остаточно втратив індивідуальність, отримавши ім'я «Металіст-2», який протягом восьми сезонів виступав у Другій лізі.
Паралельно з цим у 1997 році на чемпіонат Харківського району заявилася команда під старою назвою «Авангард» (Мерефа), зареєструвавшись як самостійний футбольний клуб у статусі громадської організації. У 1998 році «Авангард» завойовує срібні медалі першості Харківського району. У 2000 році клуб став чемпіоном Харківського району, у 2003 та 2004 роках знову виборов «срібло».
У 2004 — 2005 роках спонсором «Авангарду» була будівельна компанія ТММ. З 2006 по 2010 роки команда грала без спонсорів. Характерною особливістю «Авангарду» є те, що клуб складається принципово тільки з мешканців або уродженців Мерефи. Команду на матчах регулярно підтримує місцеве фан-угруповання «Ультрас-Мерефа».
У 2010 році місцевий підприємець Сергій Дейнеко очолив клуб, залучивши власні кошти та кошти своїх колег. Суттєву підтримку на спортінвентар та на реконструкцію приміщень надав колишній тренер «Металіста» Мирон Маркевич, маючи гарні стосунки з Мерефою ще з часів, коли на початку XXI століття  його «Металіст» проводив тренування на мереф'янському стадіоні.
Протягом усіх років з проголошення незалежності України при «Авангарді» функціонує дитячо-юнацька футбольна школа.
З 2012 року «Авангард» кожен сезон виграє нагороди, а у 2013 році робить "золотий дубль", вигравши і кубок і чемпіонат району.

## Відомі футболісти
- Олександр Кулик — вихованець Мерефи. Виступав за «Кривбас» у 1961 — 1964 роках.
- Олексій Савченко — воротар «Металіста» у 1970-х роках
- Володимир Лінке — гравець «Металіста» у 1980-х роках
- Віктор Камарзаєв — гравець «Металіста» у 1980-х роках
- Ігор Рахаєв — гравець «Металіста» у 1990-х роках
- Олександр Горяїнов — у сезоні 1993/94 зіграв за «Авангард»17 матчів

## Всі сезони у незалежній Україні
| Сезон   | Чемпіонат     | Чемпіонат | Чемпіонат | Чемпіонат | Чемпіонат | Чемпіонат | Чемпіонат | Чемпіонат | Кубок        | Кубок | Кубок | Кубок | Кубок | Кубок | Кубок | Примітка                                                         |
| Сезон   | Ліга          | Місце     | І         | В         | Н         | П         | М         | О         | Етап         | І     | В     | Н     | П     | М     | О     | Примітка                                                         |
| ------- | ------------- | --------- | --------- | --------- | --------- | --------- | --------- | --------- | ------------ | ----- | ----- | ----- | ----- | ----- | ----- | ---------------------------------------------------------------- |
| 1994/95 | —             | —         | —         | —         | —         | —         | —         | —         | 1/64 фіналу  | 2     | 1     | 0     | 1     | 1−3   | 2     | «Авангард»                                                       |
| 1996/97 | Друга Група Б | 15 з 17   | 32        | 9         | 6         | 17        | 24−49     | 33        | 1/128 фіналу | 1     | 0     | 0     | 1     | 1−3   | 0     | перше коло і кубок — «Авангард» друге коло — «Авангард-Металіст» |
| 1997/98 | Друга Група В | 13 з 17   | 30        | 8         | 4         | 18        | 39−52     | 28        | 1/128 фіналу | 1     | 0     | 0     | 1     | 0−3   | 0     | «Металіст-2»                                                     |
| 1998/99 | Друга Група В | 4 з 14    | 26        | 15        | 3         | 8         | 26−19     | 48        | —            | —     | —     | —     | —     | —     | —     | «Металіст-2»                                                     |
| 1999/00 | Друга Група В | 11 з 14   | 26        | 8         | 5         | 13        | 21−31     | 29        | —            | —     | —     | —     | —     | —     | —     | «Металіст-2»                                                     |
| 2000/01 | Друга Група В | 9 з 16    | 30        | 11        | 7         | 12        | 39−43     | 40        | —            | —     | —     | —     | —     | —     | —     | «Металіст-2»                                                     |
| 2001/02 | Друга Група В | 10 з 18   | 34        | 12        | 9         | 13        | 42−41     | 45        | —            | —     | —     | —     | —     | —     | —     | «Металіст-2»                                                     |
| 2002/03 | Друга Група В | 7 з 15    | 28        | 9         | 10        | 9         | 32−24     | 37        | —            | —     | —     | —     | —     | —     | —     | «Металіст-2»                                                     |
| 2003/04 | Друга Група В | 5 з 16    | 30        | 17        | 4         | 9         | 55−27     | 55        | —            | —     | —     | —     | —     | —     | —     | «Металіст-2»                                                     |
| 2004/05 | Друга Група В | 14 з 15   | 28        | 6         | 6         | 16        | 28−49     | 24        | —            | —     | —     | —     | —     | —     | —     | «Металіст-2»                                                     |
| Всього  | Друга         | 9 сезонів | 264       | 95        | 54        | 115       | 306−335   | 244       | >3 сезони    | 4     | 1     | 0     | 3     | 2−9   | 2     |                                                                  |